# Stuart Chase
Stuart Chase (Somerworth, Nuevo Hampshire 8 de marzo de 1888 - Redding, Connecticut, 16 de noviembre de 1985) fue un economista e ingeniero estadounidense, autor de textos sobre temas de economía política, ingeniería y semántica, graduado en el Instituto Tecnológico de Massachusetts, e influyente ideológo en su país, dedicado a causar reformistas desde la década de 1920 y que desempeñó cargos gubernamentales en cuestiones de comercio e industria desde 1917 hasta 1921, mostrando su adhesión a las teorías de planificación de la economía.
En 1921 se tornó asesor contable y financiero de los grandes sindicatos de Estados Unidos, y escribió textos alabando la planificación de la economía y reinterpretando las teorías de Thorstein Veblen y el socialismo fabiano. 
En 1927, Chase escribió Your Money's Worth (El valor de vuestro dinero), una protesta contra las prácticas de marketing que dificultaban que los consumidores pudieran juzgar correctamente el valor de los productos. Tras un viaje a la Unión Soviética en 1927, Chase quedó impresionado por el nivel de planificación económica alcanzado allí y aunque rechazaba la teoría económica marxista, postuló implantar controles semejantes en el contexto capitalista estadounidense, lo cual le valió la acusación de bolchevique. Pese a esto, sus ideas de planificación económica fueron materia de nuevos textos que en parte inspiraron los programas del New Deal instaurado por el nuevo presidente, Franklin Delano Roosevelt, para combatir la Gran Depresión desde 1933.
En los años posteriores, Chase continuó escribiendo influyentes libros sobre planificación económica, hasta convertirse en una autoridad en la materia en los años de la Segunda Guerra Mundial, cuando las urgencias bélicas causaron que el gobierno de EE. UU. recurriera a la planificación de la producción industrial y comercial en gran escala, aun cuando Chase había sido inicialmente un aislacionista. 
En 1949, Chase fue consultor de la UNESCO al tiempo que se dedicaba a actividades académicas y universitarias desde 1951, y en la década de 1960 apoyó públicamente los planes económicos del presidente Lyndon B. Johnson destinados a la "Gran Sociedad". En 1969 se retiró del mundo académico y en 1985 murió en la localidad de Redding (Connecticut), a los 98 años de edad.

## Libre Empresa en 'X'
En las páginas 95 y 96 del The Road We Are Traveling, bajo el título de "Libre Empresa en 'X'", Chase figuran 18 características de la economía política que había observado entre Rusia, Alemania, Italia, Japón, y España entre 1913 y 1942. Chase etiquetada este fenómeno "... algo que se llama".  Las características incluyen lo siguiente:
1. Un gobierno fuerte y centralizado.
2. Un brazo ejecutivo creciendo a expensas de los poderes legislativo y judicial.
3. El controlar de los intercambios bancarios, de crédito y de seguridad por parte del gobierno.
4. El aseguramiento del empleo por el gobierno, ya sea a través de armamentos o las obras públicas.
5. El aseguramiento de la seguridad social por parte del gobierno - las pensiones de vejez , pensiones de madres, el seguro de desempleo , etc.
6. El aseguramiento la comida, la vivienda y la asistencia médica, por el gobierno.
7. El uso de gasto deficitario para financiar estas suscripciones.
8. El abandono de oro a favor de las monedas gestionados.
9. El controlar del comercio exterior por el gobierno.
10. El controlar de los recursos naturales.
11. El controlar de las fuentes de energía.
12. El controlar de transporte.
13. El controlar de la producción agrícola.
14. El controlar de las organizaciones laborales
15. El alistamiento de hombres y mujeres jóvenes en los cuerpos de jóvenes dedicados a la salud, la disciplina, el servicio comunitario y las ideologías coherentes con las de las autoridades.
16. Altos impuestos, con especial énfasis en las haciendas y los ingresos de los ricos.
17. El controlar de la industria sin la propiedad.
18. El controlar estatal de las comunicaciones y la propaganda.